# IC 4667
IC 4667 је ознака објекта на координатама са ректансцензијом 17h 46m 19,0s и деклинацијом + 55° 52" 32'. Открио га је Гијом Бигурдан, 13. октобра 1890. Каснијим посматрањима на том положају није уочен никакав астрономски објекат.